# 鉤

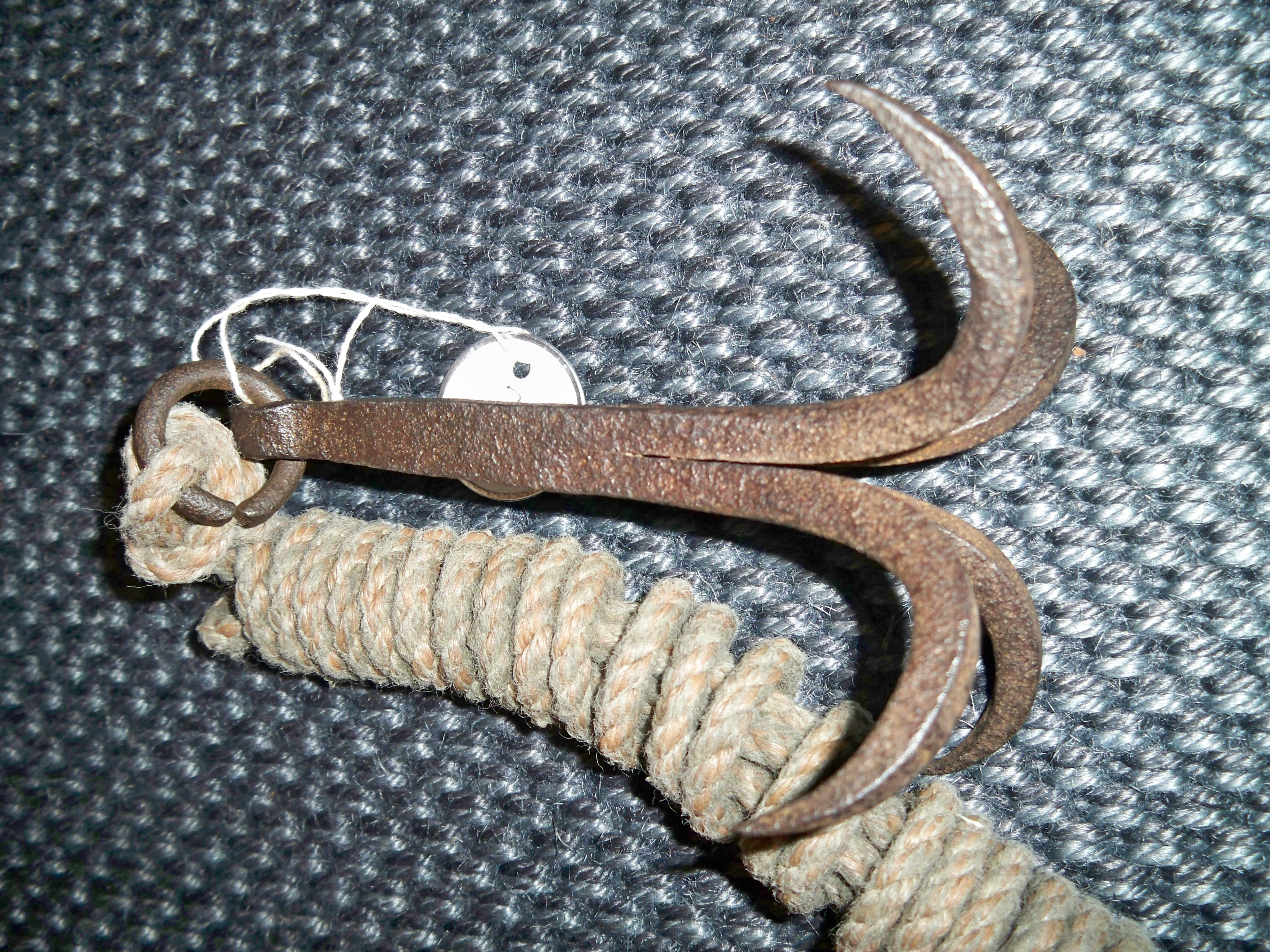
鉤縄

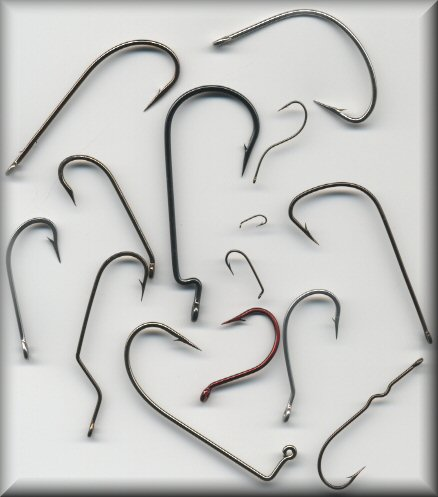
釣り針（釣り鉤）

鉤・鈎（かぎ、こ、こう、はり、ち、はぜ、つる）は、先が曲がった棒状の、もっぱら金属製の器具である。曲がった部分を何かに引っ掛けて使う。フック（英語: hook）。もっぱら「かぎ」と読むが、分野によっては他の読みをする。

## 鉤の例
- 「かぎ」と読むもの
  - 手術用器具。組織を引っかけて牽引するのに用いられる。
  - 漁具。魚類や貝類などを捕獲するのに用いられる。
  - 武器の種類。長い柄の先が曲がっており、敵に引っ掛けることができる。
  - 鉤縄 - 先に鉤を結わった縄。
  - 鉤針 - 先が曲がった編み物用の針。
  - 鉤爪 - 道具ではないが、細長く湾曲した、肉食獣などの爪。
- 「はり」と読むもの
  - 釣り針。古語では「ち」と読む。
- 「つる」と読むもの
  - 丸太を移動させるための道具[1]。
- その他
  - 簾を巻き上げ、掛けて置くための道具。「こ」と読む。
  - はぜ。板金を接続するときに折り曲げる部分。「はぜ」と読み、馳とも書く。
  - 鈎。「こう」、またはピン音読みで「ゴウ（Gou）」。中国武術の武器。

## 鉤形にちなんだ名称
- 鉤十字 - 四方の先が曲がった十字型。ナチ党のシンボルマークハーケンクロイツとして知られる。
- 鉤括弧 - “「□□□□」” 形の括弧。日本語の引用符などに使う。
- 亅 - 漢字の筆画の種類。鉤と書いた場合は「こう」と読む。部首としては亅部。
- 海馬鉤 - 大脳の一部。「かいばこう」と読む。海馬傍回の前端のかぎ状に湾曲した部分。
- 鋳造鉤 - 義歯の維持装置で鋳造にて製作された物。ワイヤー屈曲て製作された物を「線鉤」という。歯科技工